# Hamengkubuwana
Hamengkubuwono (cũng viết là Hamengkubuwana và chuyển tự trong tiếng Hà Lan là "Hamengkoeboewono") là gia tộc hoàng gia cai trị Vương quốc Hồi giáo Yogyakarta tại Đặc khu Yogyakarta của Indonesia. Quốc vương hiện tại là Hamengkubuwono X.

## Honourifics
Như các nhân vật lịch sử và được kính trọng trong văn hóa Java, tên người cai trị thường có danh xưng kính trọng ở trước, trong phần lớn trường hợp là sử dụng Sri Sultan trước tên gọi. Tước hiệu đầy đủ của vị vua Hamengkubawana đầu tiên là:
"Sri Sultan Hamengkubuwono I Senopati Ing Ngalaga Sayidin Panatagama Kalifatulah".
Hamengkubuwana được người Javan coi là chính thống do họ thừa kế ngai vàng của Vương quốc Mataram II và Đế quốc Majapahit rộng lớn, do đó sau khi độc lập, các đặc quyền của người trị vì duy nhất được trao cho Hamengkubuwana keraton (cung điện)- và không mở rộng với 3 tiểu quốc vương và lãnh chúa khác theo Hiệp ước Giyanti (1755)

## Danh sách quốc vương của Yogyakarta (1755–nay)
| Thứ | Tên                 | Trị vì từ            | Trị vì đến           | Chú thích |
| 1.  | Hamengkubuwana I    | 13 tháng 2, 1755     | 24 tháng 3, 1792     |           |
| 2.  | Hamengkubuwana II   | 2 tháng 4, 1792      | 20 tháng 6 năm 1812  |           |
| 3.  | Hamengkubuwana III  | 28 tháng 6 năm 1812  | 3 tháng 11 năm 1814  |           |
| 4.  | Hamengkubuwana IV   | 9 tháng 11 năm 1814  | 6 tháng 12 năm 1823  | lần 1     |
| 5.  | Hamengkubuwana V    | 19 tháng 12 năm 1823 | 17 tháng 8 năm 1826  | lần 1     |
| 4.  | Hamengkubuwana IV   | 17 tháng 8 năm 1826  | 2 tháng 1, 1828      | lần 2     |
| 5.  | Hamengkubuwana V    | 17 tháng 1, 1828     | 5 tháng 6 năm 1855   | lần 2     |
| 6.  | Hamengkubuwana VI   | 5 tháng 7 năm 1855   | 20 tháng 7 năm 1877  |           |
| 7.  | Hamengkubuwana VII  | 22 tháng 12 năm 1877 | 29 tháng 1 năm 1921  |           |
| 8.  | Hamengkubuwana VIII | 8 tháng 2 năm 1921   | 22 tháng 10 năm 1939 |           |
| 9.  | Hamengkubuwana IX   | 18 tháng 3 năm 1940  | 2 tháng 10 năm 1988  |           |
| 10. | Hamengkubuwana X    | 7 tháng 3 năm 1989   | Hiện tại             |           |